# El palacio imaginado
El palacio imaginado  es una ópera de cámara en tres actos con un libreto de Adriana Díaz Enciso basado en un cuento de Isabel Allende y poemas de Briceida Cuevas Cob, Juan Gregorio Regino, Natalia Toledo y fragmentos del  Ritual de los Bacabe  puesto en metro músico por Hilda Paredes.

## Acción
La acción de la ópera se desarrolla en alguna nación de Latinoamérica. El Benefactor, dictador de una nación latinoamericana, inaugura su Palacio de Verano con un discurso en el que hace mención de diversas políticas autoritarias de Latinoamérica como lo es la represión de los indígenas, el conflicto por la identidad de la nación y su dependencia de las fuerzas armadas. Al término de las festividades de inauguración, el Palacio de Verano es nuevamente habitado por sombras que se comunican en un lenguaje ininteligible, las cuales son un símbolo de los indígenas. Estas sombras no son vistas pero sospechadas. El embajador Lieberman y su esposa, provenientes del primer mundo, son recibidos por El Benefactor. Lieberman se queja ininterrumpidamente, aún con sus perros, del calor tropical, los mosquitos, y el no haber sido mandado a un país civilizado. El Benefactor depende de los acuerdos petroleros que ofrece Lieberman, al tiempo que planea el secuestro de Marcia, la esposa de Lieberman.
Después de raptarla con brutalidad, El Benefactor la lleva al Palacio de Verano. Los ensayos de rescate resultan infructuosos y Lieberman regresa a su país. Marcia sufre los abusos de El Benefactor en situaciones de brutalidad y degradación al tiempo que se percata de la presencia de las sombras en el Palacio de Verano. Cuando El Benefactor intenta nuevamente someterla a sus deseos ella también se convierte en una sombra. Después de la muerte de El Benefactor, se restaura la Democracia. En el marco de los festejos por el aniversario de la instauración de la Democracia, el ministro de Cultura decide inaugurar un Centro Cultural en el Palacio de Verano. Para ello se inicia una búsqueda infructuosa del edificio en la jungla, sin que se pueda localizar el monumento que aparece y desaparece sobre los árboles.

## Estilo

### Libreto
El libreto, escrito por Adriana Díaz Enciso, se basa en un cuento de Isabel Allende y utiliza poemas en maya de Briceida Cuevas Cob, en mazateco de Juan Gregorio Regino, en zapoteco de Natalia Toledo y fragmentos del Ritual de los Bacabe, los cuales también están en maya.

### Música
Se utiliza material electrónico.

## Datos históricos
La segunda ópera de Hilda Paredes fue escrita como consecuencia de una comisión del International Festival of Arts & Ideas New Haven, la English National Opera London y Musik der Jahrhunderte Stuttgart. El material electrónico fue producido en el Experimental Studio Heinrich Strobel Stiftung des Südwestfunks de Friburgo con la asistencia de Stefan Tiedje. La obra ha sido tocada desde su estreno en 2003 en diversas ciudades en el continente americano y Europa con gran éxito de crítica. La obra retoma el motivo del Dictador latinoamericano y del uso arbitrario del poder. Tal tema ha sido utilizado en varias óperas del movimiento de nueva ópera latinoamericana como lo son las óperas  Leoncio y Lena  y  Orestes parte  de Federico Ibarra,  Salsipuedes  de Daniel Catán,  Los murmullos del páramo  de Julio Estrada,  De cachetito raspado   de Juan Trigos, Viento blanco de Sebastián Errázuriz y  Los murmullos  de Mathias Hinke

### Reparto del estreno
* El Benefactor: Andreas Fischer
* Marcia Lieberman: Angélika Luz
* El embajador Lieberman:  Daniel Gloger
* Neue Vocalsolisten Stuttgart
* New Haven Symphony Orchestra
* Peter Hirsch, director

### Recepción
La ópera de Hilda Paredes ha sido tocada, desde su estreno, en varias ciudades del continente Americano y en Europa. En todas partes ha recibido grandes elogios de la crítica especializada. Así, por ejemplo, al momento del estreno absoluto se escribió:

Almost a masterpiece, the world premiere of “Phantom Palace”, a chamber opera by Hilda Paredes based on a story by Isabel Allende, opened the International Festival of Arts & Ideas Thursday night with a wild excursion into the world of Latin American magic realism. Paredes’ music, modern like Gyorgy Ligeti but denser, is palpable original and has wonderfully sideways and inverted texture.
         New Haven Register

## Enlaces
- : http://www.hildaparedes.com/palacio/palacio.htm Archivado el 6 de mayo de 2008 en Wayback Machine.
- : https://web.archive.org/web/20080725095654/http://www.uymp.co.uk/composers/paredes1.htm
- : http://www.hildaparedes.com/works.htm Archivado el 18 de enero de 2010 en Wayback Machine.

* http://www.jornada.unam.mx/2012/07/08/cultura/a05n1cul
- Datos: Q5826026